# Bitwa pod Połągą
Bitwa pod Połągą – seria starć stoczonych w czasie powstania listopadowego w okolicach Połągi w dniach 10-13 maja 1831 roku przez polskie oddziały powstańcze pod wodzą generała Onufrego Jacewicza z wojskami rosyjskimi pułkownika Karla Pawłowicza Rennenkampfa.
Zdobycie Połągi miało na celu otworzenie powstańcom listopadowym dostępu do morza i umożliwić im tą drogą odbieranie dostaw broni z Europy zachodniej.
Oddział Jacewicza stanowiło 4000 ludzi oraz dwa działa czterofuntowe. Powstańcy zamierzali zdobyć Połągę uderzeniem koncentrycznym z Kretyngii i Dorbian. Już 9 maja zostali jednak zaskoczeni uderzeniami wyprzedzającymi Rosjan, którzy ich wyparli z miejsc ich koncentracji. Pierwszy szturm Połągi 10 maja załamał się, gdy oddziałom polskim zabrakło amunicji. Drugi szturm miasta 13 maja załamał się, gdyż na tyłach sił powstańczych operowały oddziały rosyjskie. Cofające się oddziały polskie uległy rozproszeniu.